# Bawoliki
Bawoliki (Bubalornithinae) – podrodzina ptaków z rodziny wikłaczowatych (Ploceidae).

## Zasięg występowania
Podrodzina obejmuje gatunki występujące w Afryce.

## Systematyka
Do podrodziny należą następujące rodzaje:
- Bubalornis A. Smith, 1836
- Dinemellia Reichenbach, 1863 – jedynym przedstawicielem jest Dinemellia dinemelli (Rüppell, 1845) – bawolik białogłowy